# Harqin Qi
Harqin Qi (chorągiew Harqin; chiń. 喀喇沁旗; pinyin: Kālāqìn Qí) – chorągiew w północno-wschodnich Chinach, w regionie autonomicznym Mongolia Wewnętrzna, w prefekturze miejskiej Chifeng. W 1999 roku liczyła 369 263 mieszkańców.